# Kirill Kaprizov
Kirill Olegovič Kaprizov (rusky Кирилл Олегович Капризов; * 26. dubna 1997 Novokuzněck) je ruský hokejový útočník hrající za Minnesota Wild v NHL.

## Hráčská kariéra
Kaprizov debutoval v Kontinentální hokejové lize v dresu Metallurgu Novokuzněck v průběhu sezony 2014/2015. Kaprizov byl draftován Minnesotou Wild v 5. kole Vstupního draftu NHL 2015, celkově na 135. pozici. 21. srpna 2015, Kaprizov podepsal tříletý kontrakt s Novokuzněckem, aby rozvíjel své hokejové schopnosti. 2. května 2016 byl vyměněn do Salavat Julajev Ufa.
Po 5letém čekání NHL klubu Minnesota Wild, který po draftu v roce 2015 Kaprizovovi nevěřil a nechal ho upsat se v KHL, konečně ruský super-talent 13. července 2020 podepsal. Po vynikajících výkonech v KHL, je pro tým Minnesota Wild velikou nadějí a hvězdou. Kvůli koronavirové pandemii nemohl v dohrávce sezóny 2019/20 nastoupit. S týmem mohl trénovat a připravovat se, hraje až od sezóny 2020/2021.  Do NHL vstoupil výbroně, když v zápase proti Los Angels Kings měl 1 gól, kterým rozhodl zápas v prodloužení a 2 asistence. Hned od začátku sezóny je jeden z hlavních kandidátů na Calder Trophy.

## Reprezentace
Kaprizov hrál za Rusko na Mistrovství světa do 18 let i juniorů. Byl nejmladším členem vítězné sestavy Olympijských atletů z Ruska na zimních olympijských hrách 2018.

## Ocenění a úspěchy
- 2015 KHL – Nejproduktivnější dorostenec
- 2016 KHL – Nejproduktivnější junior
- 2016 KHL – Utkání hvězd
- 2016 KHL – Nejlepší útočník února 2016
- 2017 KHL – Utkání hvězd
- 2017 KHL – Nejproduktivnější junior
- 2017 MSJ – All-Star Tým
- 2017 MSJ – Nejlepší útočník
- 2017 MSJ – Nejlepší střelec
- 2017 MSJ – Nejproduktivnější hráč
- 2017 MSJ – Top tří nejlepších hráčů v týmu
- 2018 KHL – Utkání hvězd
- 2018 OH – Nejlepší střelec
- 2018 OH – Vítězný gól
- 2019 KHL – Utkání hvězd
- 2019 KHL – Nejlepší střelec
- 2019 KHL – Nejvíce vstřelených vítězných branek
- 2020 KHL – Utkání hvězd
- 2020 KHL – Nejlepší útočník února 2020
- 2020 KHL – Nejlepší střelec
- 2021 NHL – All-Rookie Tým
- 2021 NHL – Nejlepší střelec mezi nováčcích
- 2021 NHL – Nejproduktivnější nováček
- 2021 NHL – Calder Memorial Trophy
- 2022 NHL – All-Star Game
- 2023 NHL – All-Star Game
- 2024 NHL – All-Star Game

## Prvenství
- Debut v NHL – 14. ledna 2021 (Los Angeles Kings proti Minnesota Wild)
- První asistence v NHL – 14. ledna 2021 (Los Angeles Kings proti Minnesota Wild)
- První gól v NHL – 14. ledna 2021 (Los Angeles Kings proti Minnesota Wild, americkému brankáři Jonathan Quick)
- První hattrick v NHL – 12. března 2021 (Minnesota Wild proti Arizona Coyotes)

## Statistiky

### Klubové statistiky
| Sezóna      | Klub                  | Soutěž      |     | Základní část | Základní část | Základní část | Základní část | Základní část |    | Play off | Play off | Play off | Play off | Play off |
| Sezóna      | Klub                  | Soutěž      | Z   | G             | A             | B             | TM            | Z             | G  | A        | B        | TM       |          |          |
| 2013/14     | Kuznetskie Medvedi    | MHL         | 52  | 18            | 16            | 34            | 30            | 8             | 1  | 2        | 3        | 2        |          |          |
| 2014/15     | Metallurg Novokuzněck | KHL         | 31  | 4             | 4             | 8             | 6             | —             | —  | —        | —        | —        |          |          |
| 2014/15     | Kuznetskie Medvedi    | MHL         | 3   | 0             | 2             | 2             | 2             | 3             | 0  | 0        | 0        | 2        |          |          |
| 2015/16     | Metallurg Novokuzněck | KHL         | 53  | 11            | 16            | 27            | 10            | —             | —  | —        | —        | —        |          |          |
| 2015/16     | Kuznetski Medvedi     | MHL         | 4   | 7             | 3             | 10            | 0             | —             | —  | —        | —        | —        |          |          |
| 2016/17     | Salavat Julajev Ufa   | KHL         | 49  | 20            | 22            | 42            | 66            | 5             | 3  | 0        | 3        | 0        |          |          |
| 2017/18     | CSKA Moskva           | KHL         | 46  | 15            | 25            | 40            | 14            | 19            | 2  | 8        | 10       | 4        |          |          |
| 2018/19     | CSKA Moskva           | KHL         | 57  | 30            | 21            | 51            | 16            | 19            | 4  | 10       | 14       | 6        |          |          |
| 2019/20     | CSKA Moskva           | KHL         | 57  | 33            | 29            | 62            | 10            | 4             | 2  | 2        | 4        | 2        |          |          |
| 2020/21     | MInnesota Wild        | NHL         | 55  | 27            | 24            | 51            | 16            | 7             | 2  | 1        | 3        | 4        |          |          |
| 2021/22     | Minnesota Wild        | NHL         | 81  | 47            | 61            | 108           | 34            | 6             | 7  | 1        | 8        | 2        |          |          |
| 2022/23     | Minnesota Wild        | NHL         | 67  | 40            | 35            | 75            | 45            | 6             | 1  | 0        | 1        | 12       |          |          |
| 2023/24     | Minnesota Wild        | NHL         | 75  | 46            | 50            | 96            | 36            | —             | —  | —        | —        | —        |          |          |
| 2024/25     | Minnesota Wild        | NHL         | 41  | 25            | 31            | 56            | 16            | 6             | 5  | 4        | 9        | 2        |          |          |
| KHL celkově | KHL celkově           | KHL celkově | 293 | 113           | 117           | 230           | 122           | 47            | 11 | 20       | 31       | 12       |          |          |
| NHL celkově | NHL celkově           | NHL celkově | 319 | 185           | 201           | 386           | 147           | 25            | 15 | 6        | 21       | 20       |          |          |

## Reprezentace
| Rok                       | Tým                       | Soutěž                    | Z  | G  | A  | B  | TM |
| ------------------------- | ------------------------- | ------------------------- | -- | -- | -- | -- | -- |
| 2015                      | Rusko 18                  | MS18                      | 4  | 1  | 3  | 4  | 2  |
| 2015                      | Rusko 18                  | IH18                      | 4  | 5  | 2  | 7  | 0  |
| 2016                      | Rusko 20                  | MSJ                       | 7  | 1  | 2  | 3  | 2  |
| 2017                      | Rusko 20                  | MSJ                       | 7  | 9  | 3  | 12 | 2  |
| 2018                      | OAR                       | OH                        | 6  | 5  | 4  | 9  | 2  |
| 2018                      | Rusko                     | MS                        | 8  | 6  | 2  | 8  | 2  |
| 2019                      | Rusko                     | MS                        | 9  | 2  | 0  | 2  | 2  |
| Juniorská kariéra celkově | Juniorská kariéra celkově | Juniorská kariéra celkově | 22 | 16 | 10 | 26 | 6  |
| Seniorská kariéra celkově | Seniorská kariéra celkově | Seniorská kariéra celkově | 23 | 13 | 6  | 19 | 6  |